# Sooke Potholes Provincial Park
Der Sooke Potholes Provincial Park ist ein nur rund 7 Hektar (ha) großer Provincial Park auf Vancouver Island in der kanadischen Provinz British Columbia. Der Park gehört zu der Gruppe von nur rund 5 % der Provincial Parks in British Columbia, die eine Fläche von 10 ha oder weniger haben.
In der unmittelbaren Nachbarschaft des Parks findet sich der Sooke Potholes Regional Park sowie etwas östlich der Sooke Mountain Provincial Park.

## Anlage
Der Park liegt am Ufer des Sooke River im Capital Regional District, am nördlichen Stadtrand von Sooke. Die namensgebenden „Potholes“ (Strudellöcher) entstanden vor etwa 15.000 Jahren nach der letzten Eiszeit durch Erosion des fließenden Wassers im hier vorkommenden Sandstein. Durch weitere Auswaschungen, insbesondere durch die Bewegung von Strudeln, sind dann Strudellöcher in das Gestein geschliffen worden.
Bei dem Park, der am 8. August 1972 eingerichtet wurde, handelt es sich um ein Schutzgebiet der Kategorie II (Nationalpark). Seit seiner Gründung wurden die Parkgrenzen mehrmals neu festgelegt und seine Größe änderte sich von Anfangs 6,8 acres (entspricht rund 2,75 ha) auf die heutigen 7 ha.
Wie bei allen Provinzparks in British Columbia gilt auch für diesen, dass er lange bevor die Gegend von europäischen Einwanderern besiedelt oder sie Teil eines Parks wurde Jagd- und Siedlungsgebiet verschiedener Stämme der First Nations, hier der T'sou-ke, war. Archäologische Funde wurde bisher jedoch nicht dokumentiert.

## Tourismus
Der Park verfügt über keine touristische Infrastruktur. Besondere touristische Attraktion des Parks sind zum einen die namensgebenden Potholes sowie die Überreste einer ehemaligen Hotelanlage. Der Galloping Goose Regional Trail durchquert, kurz vor seinem Ende, den Park.